# Thomas Chittenden
Thomas Chittenden (6 de Janeiro de 1730 - 25 de Agosto de 1797) foi uma figura importante no início da história de Vermont e foi líder do território por quase duas décadas. Chittenden foi o primeiro e o terceiro presidente do estado de Vermont, servindo de 1778 a 1789, quando Vermont era um estado independente em grande parte não reconhecido, chamado República de Vermont, e novamente depois de um ano fora do cargo, de 1790 até á sua morte. Durante o seu primeiro mandato após o seu retorno ao cargo, Vermont foi admitido na União como o 14º estado.

## Início da vida
Chittenden nasceu em East Guilford, na Colônia de Connecticut, em 6 de Janeiro de 1730. Ele casou-se com Elizabeth Meigs em 4 de Outubro de 1749, em Salisbury, Connecticut. O casal teve quatro filhos e seis filhas enquanto moravam em Connecticut. Todas as crianças sobreviveram até a idade adulta. Ele foi um juiz da paz em Salisbury e membro da Assembleia Colonial de 1765 a 1769. Serviu no 14º Regimento de Connecticut de 1767 a 1773, subindo para o posto de Coronel.

## Carreira
Chittenden mudou-se para New Hampshire Grants, agora Vermont, em 1774, onde foi o primeiro colono na cidade de Williston. Em 1777, uma convenção foi realizada em Windsor, que redigiu a primeira constituição de Vermont, estabelecendo Vermont como uma república independente. Durante a Revolução Americana, Chittenden era membro de um comitê com poderes para negociar com o Congresso Continental para permitir que Vermont se juntasse à União. O Congresso adiou a questão para não antagonizar os estados de Nova Iorque e Nova Hampshire, que tinham reivindicações concorrentes contra Vermont. Durante o período da República de Vermont, Chittenden atuou como governador de 1778 a 1789 e 1790 a 1791 e foi um dos participantes de uma série de delicadas negociações com as autoridades Britânicas em Quebec sobre a possibilidade de estabelecer Vermont como uma província Britânica.
Depois de Vermont ter entrado na União federal em 1791 como o décimo quarto estado, Chittenden continuou a servir como governador até á sua morte em 1797.

## Morte
Chittenden morreu em Williston em 25 de Agosto de 1797 e está enterrado no Cemitério Thomas Chittenden, em Williston, Condado de Chittenden, Vermont. Citando a tumultuada fundação de Vermont, o seu epitáfio diz: "De uma tempestade e múltiplos perigos surgiu um estado duradouro, o lar da liberdade e da unidade ".

## Legado e honras
Um retrato gravado de Chittenden pode ser encontrado do lado de fora da entrada da Câmara Executiva, o escritório cerimonial do governador, na Vermont State House em Montpelier . Uma escultura de bronze de Chittenden também pode ser encontrada nos jardins da Vermont State House, perto da entrada oeste do edifício. Nos anos 90, uma estátua dele foi erguida em frente à Escola Central de Williston. O Condado de Chittenden recebeu o seu nome, assim como a cidade de Chittenden, no Condado de Rutland.